# Борщёв, Тимофей Михайлович
Тимофей Михайлович Борщёв (октябрь 1901, Кусары, Российская империя — 16 мая 1956, Баку) — деятель советских спецслужб, генерал-лейтенант (9 июля 1945).
Был заместителем наркома внутренних дел Азербайджанской ССР (1937—1938), Народным комиссаром внутренних дел Туркменской ССР (1938—1941) и Начальником УНКВД—УНКГБ—УМГБ по Свердловской области РСФСР (1941—1948).
26 апреля 1956 года он был осуждён по статьям 63-2, 70 УК Азербайджанской ССР и приговорён Военной коллегией Верховного суда СССР к смертной казни. Не реабилитирован.

## Биография

### Ранние годы
Тимофей Борщёв родился в 1901 году в урочище Кусары, в семье чернорабочего-мясника. Согласно иным данным — из семьи мещан.
Борщёв окончил три класса городского училища в Тифлисе. На протяжении семи лет (с 1913 и по 1920 год) он работал наборщиком в печатной фабрике штемпелей и печатей Погребецкого в Тифлисе и в течение этого периода, в декабре 1918 года, вступил в РКП(б).
28 апреля 1920 года в Азербайджане установилась Советская власть. 17 мая Борщёва арестовали и выслали из Азербайджана.

### В органах государственной безопасности
На протяжении почти 30 лет (1920 по 1948 год) Тимофей Борщёв работал в системе органов государственной безопасности, начиная с ВЧК при СНК РСФСР и заканчивая МГБ СССР. В мае—июне 1920 года, он занимал должность заведующего технической лабораторией Владикавказской областной ЧК, затем перешёл на работу в органы госбезопасности Советского Азербайджана.

#### Сотрудник ЧК—ГПУ—НКВД Азербайджанской ССР
Борщёв 18 лет проработал в АзЧК — АзГПУ — АзНКВД. Вначале, с июля и по сентябрь 1920 года, он имел разные должности в Азербайджанской ЧК (АзЧК), пока не стал уполномоченным Политбюро ЧК Кубинского уезда. В течение этого времени АзЧК возглавляли Б. Алиев и Э. Ханбудагов.
Он оставался в должности уполномоченного Политбюро ЧК Кубинского уезда и после того, как руководство АзЧК перешло к М. Д. Багирову, который последующие 6 лет (1921—1927) возглавлял органы госбезопасности республики. Затем Борщёв работал продналогинспектором Кубинского уездного Исполнительного комитета (июнь—октябрь 1922 года) и уполномоченным информпункта АзЧК в Кубе (январь—июнь 1923 года).
В июне 1923 года Борщёв стал начальником Политбюро ЧК Балсабского района, а в ноябре — инструктором коллегии АзЧК. С 1924 года он — секретарь секретно-оперативной части, затем секретарь коллегии АзЧК. Борщёв продолжал работать в органа госбезопасности и после их реорганизации, когда было образовано ГПУ Азербайджанской ССР (АзГПУ). В течение десяти лет (1925—1935 годы) он последовательно занимал должности уполномоченного АзГПУ, старшего уполномоченного восточного отдела АзГПУ, старшего уполномоченного (на правах начальника отдела) того же восточного отдела, начальника данного отдела, заместителя начальника секретно-политического отдела и начальника Гянджинского городского отдела ГПУ.
В соответствии с решением ЦИК СССР от 10 июля 1934 года в республике был организован Народный комиссариат внутренних дел Азербайджанской ССР (АзНКВД), а в следующем году Гянджа была переименована в Кировабад. Борщёв продолжал работать уже как начальник Кировабадского городского отдела НКВД.
Начиная с 4 декабря 1935 года он работал помощником начальника УНКВД Азербайджанской ССР, а 8 января 1937 года Борщёв стал начальником 3-го отдела (контрразведка) Управления государственного безопасности республиканского НКВД (УГБ НКВД Азербайджанской ССР).
С 17 ноября 1937 и вплоть до 10 июля 1938 года Тимофей Борщёв являлся заместителем наркома внутренних дел Азербайджанской ССР. В течение этого период должность наркома внутренних дел сперва занимал Ю. Д. Сумбатов-Топуридзе, а затем М. Г. Раев.

#### В системе органов НКВД—МГБ Туркменской ССР и Свердловской области
В июле 1938 года Борщёва назначили наркомом внутренних дел Туркменской ССР. Спустя год он оказался замешан в попытке изнасилования. Об этой истории Сталина проинформировала шифротелеграмма, посланная 5 августа 1939 года Первым секретарём ЦК КП(б) республики Я. А. Чубиным. Как доложил Чубин, в ЦК Туркмении поступило заявление от старшего бухгалтера Ашхабадской железной дороги Онопченко, что она получила от Борщёва «задание установить, кто из жён арестованных сотрудников НКВД писал коллективное письмо в ЦК ВКП(б) на Ваше имя и содержание письма, тут же назначил ей на завтра агентурную встречу на улице вблизи своей квартиры 1-го августа». По приходе Онопченко, Борщёв пригласил её на свою квартиру, чтоб побеседовать. Согласно заявлению Онопченко, Борщёв держал её до двух часов и дважды попытался изнасиловать. Своё заявление Онопченко подтвердила и тогда, когда её вызвал Чубин в присутствии Третьего секретаря ЦК Ионычева и уполномоченного КПК Фонина. Свою шифротелеграмму Чубин заканчивал просьбой «поручить тов. Берия срочно командировать особоуполномоченного для расследования». На листе этого документа есть резолюция Сталина «Т-щу Берия. Обратите внимание. И. Сталин'»'.
С февраля 1941 — заместитель начальника 2-го Управления НКГБ СССР. С июля 1941 по апрель 1948 — начальник УНКВД — УНКГБ —УМГБ по Свердловской области.
В декабре 1947 года в стране проводилась денежная реформа. Борщёву следовало вскрыть пакет с секретной инструкцией о правилах её проведения 15 декабря, но сделал это раньше срока, утром 14 декабря и, ознакомившись «…с секретной директивой, он сообразил, что в результате проводимой денежной реформы потеряет значительную сумму». Дело в том, что в рамках реформы денежные накопления подвергались дифференцированной переоценке в зависимости от суммы вклада: вклады до 3 тысяч рублей, составлявшие 80 % от всего объёма вкладов, не подлежали индексации; суммы свыше 3 тысяч и до 10 тысяч рублей переоценивались в соотношении 3:2; а вклады, превышающие 10 тысяч рублей — в соотношении 2:1. Борщёв распорядился, чтоб сотрудники секретариата УМГБ внесли его личные деньги на сберегательные книжки. За злоупотребления во время проведения денежной реформы Бюро Свердловского областного комитета (обкома) ВКП(б) 25 февраля 1948 года приняло решение рекомендовать обкому вывести Борщёва из состава Бюро и просить ЦК партии снять его с занимаемой должности начальника УМГБ.
Проверка деятельности УМГБ показала и ряд других нарушений со стороны Борщёва и его подчинённых. В течение 1943—1947 годов члены семей руководящих работников областных управлений УМГБ и УМВД, среди которых были и родственники Борщёва, «…систематически растаскивали с базы Спецторга, не считаясь ни с какими нормами и попирая насущные интересы обслуживаемых Спецторгом контингентов, лучшие остродефицитные промышленные товары (шерсть, шёлк и т. д.)». 3 апреля Борщёв лишился занимаемой должности.
В распоряжении управления кадров МГБ СССР с апреля по август 1948, в августе же и уволен в запас.

### Последующие годы. Арест и суд
Не работал, находясь в Кисловодске и Баку с августа по ноябрь 1948. Работал заместителем председателя Бакинского горисполкома с ноября 1948 по февраль 1952, помощником секретаря ЦК КП(б) Азербайджанской ССР с февраля по май 1952 и заместителем заведующего отделом административных органов ЦК КП(б) Азербайджанской ССР с мая 1952 по апрель 1953.
В апреле-июле 1953 — начальник Управления охраны МВД Азербайджанской железной дороги, снят с поста и уволен из органов МВД после ареста Берии. Арестован 25 января 1955 года.
12 апреля 1956 года в Баку начался открытый судебный процесс над бывшим руководителем Азербайджана М. Д. Багировым, а также Т. Борщёвым, А. Атакишиевым, Х. И. Григоряном, С. Ф. Емельяновым и Р. А. Маркаряном. Суд проходил в Клубе культуры имени Ф. Э. Дзержинского (ныне Центр культуры Службы государственной безопасности), в театральном зале. Военная коллегия Верховного суда СССР признала Тимофея Борщёва и других подсудимых виновными «в участии в изменнической группе и в совершении террористических расправ над советскими гражданами» и в соответствии со статьями 63-2, 70 УК Азербайджанской ССР 26 апреля приговорила Борщёва к расстрелу, с конфискацией всего имущества.
| Отрывок из приговора Военной коллегии ВС СССР от 26 апреля 1956 года, касающийся Тимофея Борщёва |
| --- |
| Подсудимый Борщёв, находясь на ответственной работе в Аз[ербайджанском] НКВД в качестве помощника наркома, начальником отдела и затем заместителем наркома, в течение 1936—1938 годов принимал активное участие в массовых незаконных арестах и террористических расправах в отношении ни в чём не повинных советских граждан, на которых лично он и его подчинённые путём незаконных методов следствия фальсифицировали обвинения в тяжких государственных преступлениях. Установлено, что Борщёв принимал участие в фальсификации дел в отношении старейших коммунистов Ульянова, Анашкина, Манучарова, Довлатова, Мусабекова, Ахундова Р., Буниат-Заде, видных партийных и советских работников Рахманова У., Халилова М. A., Мамедова А. Г., Асадуллаева И. М., Алиева И., Родионова, Джуварлинского, Шамсова, Зейналова М., Караева, Эфендиева, Султанова Г., Везирова, Кулькова, Шакурли М., Султановой Айны, Гусейнова М., Каспарова и многих других. Борщёв руководил массовыми необоснованными арестами и фальсификацией уголовных дел в отношении сотен ни в чём не виновных граждан, проживавших в Али-Байрамлинском и Шемахинском районах Аз[ербайджанской] ССР. Лично допрашивал бывшего председателя Али-Байрамлинского райисполкома Абдулова К. Я. и других, совместно с подчинёнными сотрудниками путём избиений и пыток вынуждал арестованных давать ложные показания на себя и других лиц. Кроме того, заставлял своих подчинённых составлять фальшивые справки о социальном положении арестованных. Участвуя в фальсификации дел на граждан Шемахинского района Аз[ербайджанской] ССР, Борщёв при допросе арестованного Султанова Гамида лично избивал его и подписал ряд сфальсифицированных документов, послуживших основанием к аресту и осуждению невиновных граждан. Установлено, что Борщёв руководил фальсификацией уголовных дел на руководящих работников и передовиков производства Каспийского пароходства Меняйлова И. Ф., Лукина Н. М., Савиных С. М., Гулларова Г. М., Рахманова Г., Милова М. П., Ставонина, Курилова, Шнейдера, Зенина Ф. П., Пашкова и других. Борщёв также участвовал в необоснованных арестах и в фальсификации уголовных дел на ряд руководителей и специалистов нефтяной промышленности Аз[ербайджанской] ССР Юдовича Б. А., Кутилова Л. С., Бабаяна И. С., Маргулова И. X., Недопекина А. В., Сыроваткина Б. В., Ершова Л. И., Шарова Н. А., Потт И. Г., Васильеву А. Я., Султанова Б. П., Али Мурад Бейли Джамиль, Киршбаум И. И., Бабаяна А. А., Столпиевского и других. Борщёв участвовал в необоснованных арестах и фальсификации дел на руководящих работников ЛКСМ Азербайджана — секретарей ЦК ЛКСМ Маркарова А. А., Султанова А. С., секретаря Бакинского ГК ЛКСМ Осташко И. А., работников комсомола Можнова П. П., Каминского Я. П., Делерзона А. М., Корытина Г. Я., Мусаэлова С. М., Анашкиной Л. И., Воронкина Б. М. и других, при этом с целью получения ложных показаний избивал Осташко и Каминского. Судебным следствием установлено, что Борщёв причастен к фальсификации свыше 120 уголовных дел, по которым были осуждены сотни невиновных советских граждан, многие из которых были расстреляны |

На следующий день после вынесения приговора, 27 апреля, Борщёва этапировали во внутреннюю тюрьму КГБ в Москву. Он был расстрелян 16 мая 1956 года в Баку. Не реабилитирован.

## Специальные звания
- Капитан государственной безопасности, 13 января 1936;
- Майор государственной безопасности, 14 марта 1937;
- Старший майор государственной безопасности, 14 марта 1940;
- Комиссар государственной безопасности 3-го ранга, 14 февраля 1943;
- Генерал-лейтенант, 9 июля 1945.

## Награды
- Знак «Почётный работник ВЧК—ГПУ (V)» № 98 — 1924;
- Орден Трудового Красного Знамени Азербайджанской ССР — 1932;
- Знак «Почётный работник ВЧК—ГПУ (XV)» — 26 мая 1933;
- Орден Красной Звезды — 22 июля 1937;
- Орден Красного Знамени — 26 апреля 1940;
- Орден Трудового Красного Знамени — 3 июня 1942;
- Орден Красной Звезды — 24 ноября 1942;
- Орден Красного Знамени — 3 ноября 1944;
- Орден Ленина — 12 мая 1945;
- 4 медали.